# Rhinesuchoides
Rhinesuchoides is een geslacht van uitgestorven temnospondyle Batrachomorpha (basale 'amfibieën') binnen de familie Rhinesuchidae. 

## Naamgeving
Het geslacht bevat twee soorten, beide uit de Karoosupergroep van Zuid-Afrika. De typesoort Rhinesuchoides tenuiceps werd in 1937 benoemd door Robert Broom en Everett C. Olson. De geslachtsnaam betekent 'gelijkend op Rhinesuchus'. De soortaanduiding betekent 'de smalkop'. Het holotype is FMNH UC 1519, een schedel met onderkaak gevonden bij Stinkfontein.
De tweede soort is Rhinesuchoides capensis in 2017 benoemd door Marsicano, Latimer, Rubidge & Smith. De soortaanduiding verwijst naar de Kaapprovincie. De laatste was vroeger een soort van Rhinesuchus: Rhinesuchus capensis Haughton, 1925. Het holotype is SAM-PK-7419, een zwaar beschadigde schedel gevonden op de Spitzkop.